# Anarchy (альбом Lil Tracy)
Anarchy — дебютный студийный альбом американского рэпера Lil Tracy, выпущенный 20 сентября 2019 на лейбле TORESHI, LLC.

## История
Все песни были записаны в его спальне в Бруклине, Нью-Йорк.
15 сентября 2019 года в своём профиле в Твиттере Lil Tracy сообщил, что его дебютный студийный альбом будет посвящён Lil Peep.
16 сентября Lil Tracy объявил дату выхода альбома и показал обложку. Два дня спустя он показал трек-лист альбома.

## Список треков
Все тексты написаны Джазом Батлером.
| №                   | Название              | Продюсеры              | Длительность |
| ------------------- | --------------------- | ---------------------- | ------------ |
| 1.                  | «Alone In My Castle»  | EQ Made It Nadir       | 2:32         |
| 2.                  | «Bad For You»         | 6HOUL                  | 1:58         |
| 3.                  | «Shame»               | Callari Skress         | 3:08         |
| 4.                  | «Rich Dropout»        | Donnie Blaze           | 2:12         |
| 5.                  | «Halo»                | Lukrative Skress       | 2:23         |
| 6.                  | «Tight Rope»          | EQ Made It John Luther | 4:05         |
| 7.                  | «Beautiful Nightmare» | Lukrative Nadir        | 3:06         |
| 8.                  | «Ghost»               | Skress                 | 2:12         |
| Общая длительность: | Общая длительность:   | Общая длительность:    | 21:36        |